# Slovensko na Letních olympijských hrách 2000
Slovensko na Letních olympijských hrách 2000 reprezentovalo 108 (81 mužů a 27 žen) sportovců.
- Nejmladší účastník Slovenské republiky: gymnastka Zuzana Sekerová (15 let, 358 dní)
- Nejstarší účastník Slovenské republiky: sportovní střelec Ján Fabo (37 let, 200 dnů)

## Medaile
| Medaile | Jméno                                  | Sport      | Disciplína         |
| ------- | -------------------------------------- | ---------- | ------------------ |
| Zlato   | Pavol Hochschorner, Peter Hochschorner | Kanoistika | slalom mužů C-2    |
| Stříbro | Michal Martikán                        | Kanoistika | slalom mužů C-1    |
| Stříbro | Martina Moravcová                      | Plavání    | 100 m motýlek      |
| Stříbro | Martina Moravcová                      | Plavání    | 200 m volný způsob |
| Bronz   | Juraj Minčík                           | Kanoistika | slalom mužů C-1    |

## Seznam všech zúčastněných sportovců
| Číslo | Jméno               | Pohlaví | Věk | Sport                   |
| ----- | ------------------- | ------- | --- | ----------------------- |
| 1     | Marián Vanderka     | Muž     | 28  | Atletika                |
| 2     | Róbert Valíček      | Muž     | 31  | Atletika                |
| 3     | Petr Tichý          | Muž     | 31  | Atletika                |
| 4     | Róbert Štefko       | Muž     | 32  | Atletika                |
| 5     | Štefan Malík        | Muž     | 34  | Atletika                |
| 6     | Marcel Lopuchovský  | Muž     | 23  | Atletika                |
| 7     | Peter Korčok        | Muž     | 26  | Atletika                |
| 8     | Miloslav Konopka    | Muž     | 21  | Atletika                |
| 9     | Mikuláš Konopka     | Muž     | 21  | Atletika                |
| 10    | Igor Kollár         | Muž     | 35  | Atletika                |
| 11    | Radoslav Holubek    | Muž     | 24  | Atletika                |
| 12    | Milan Haborák       | Muž     | 27  | Atletika                |
| 13    | Libor Charfreitag   | Muž     | 23  | Atletika                |
| 14    | Marián Bokor        | Muž     | 23  | Atletika                |
| 15    | Zuzana Blažeková    | Žena    | 20  | Atletika                |
| 16    | Štefan Balošák      | Muž     | 27  | Atletika                |
| 17    | Zuzana Žirková      | Žena    | 20  | Basketbal               |
| 18    | Katarína Poláková   | Žena    | 20  | Basketbal               |
| 19    | Martina Luptáková   | Žena    | 22  | Basketbal               |
| 20    | Jana Lichnerová     | Žena    | 24  | Basketbal               |
| 21    | Livia Libičová      | Žena    | 23  | Basketbal               |
| 22    | Alena Kováčová      | Žena    | 21  | Basketbal               |
| 23    | Marcela Kalistová   | Žena    | 30  | Basketbal               |
| 24    | Anna Kotočová       | Žena    | 32  | Basketbal               |
| 25    | Dagmar Hutková      | Žena    | 28  | Basketbal               |
| 26    | Renata Hiráková     | Žena    | 29  | Basketbal               |
| 27    | Martina Godályová   | Žena    | 25  | Basketbal               |
| 28    | Slávka Frniaková    | Žena    | 21  | Basketbal               |
| 29    | Marek Matuszek      | Muž     | 27  | Judo                    |
| 30    | Martin Vyskoč       | Muž     | 23  | Fotbal                  |
| 31    | Andrej Šupka        | Muž     | 23  | Fotbal                  |
| 32    | Ján Šlahor          | Muž     | 23  | Fotbal                  |
| 33    | Andrej Porázik      | Muž     | 23  | Fotbal                  |
| 34    | Martin Petráš       | Muž     | 20  | Fotbal                  |
| 35    | Michal Pančík       | Muž     | 28  | Fotbal                  |
| 36    | Marek Mintál        | Muž     | 23  | Fotbal                  |
| 37    | Martin Lipčák       | Muž     | 24  | Fotbal                  |
| 38    | Peter Lérant        | Muž     | 23  | Fotbal                  |
| 39    | Miloš Krško         | Muž     | 20  | Fotbal                  |
| 40    | Radoslav Král       | Muž     | 26  | Fotbal                  |
| 41    | Karol Kisel         | Muž     | 23  | Fotbal                  |
| 42    | Peter Hlinka        | Muž     | 21  | Fotbal                  |
| 43    | Miroslav Drobňák    | Muž     | 23  | Fotbal                  |
| 44    | Juraj Czinege       | Muž     | 23  | Fotbal                  |
| 45    | Kamil Čontofalský   | Muž     | 22  | Fotbal                  |
| 46    | Marián Čišovský     | Muž     | 20  | Fotbal                  |
| 47    | Miroslav Barčík     | Muž     | 22  | Fotbal                  |
| 48    | Zuzana Sekerová     | Žena    | 15  | Sportovní gymnastika    |
| 49    | Martin Riška        | Muž     | 25  | Cyklistika              |
| 50    | Robert Nagy         | Muž     | 27  | Cyklistika              |
| 51    | Ján Lepka           | Muž     | 23  | Cyklistika              |
| 52    | Jaroslav Jeřábek    | Muž     | 29  | Cyklistika              |
| 53    | Milan Dvorščík      | Muž     | 30  | Cyklistika              |
| 54    | Roman Broniš        | Muž     | 23  | Cyklistika              |
| 55    | Peter Bazálik       | Muž     | 25  | Cyklistika              |
| 56    | Erik Vlček          | Muž     | 18  | Kanoistika (rychlostní) |
| 57    | Juraj Tarr          | Muž     | 21  | Kanoistika (rychlostní) |
| 58    | Gabriela Stacherová | Žena    | 20  | Kanoistika (slalom)     |
| 59    | Richard Riszdorfer  | Muž     | 19  | Kanoistika (rychlostní) |
| 60    | Michal Riszdorfer   | Muž     | 23  | Kanoistika (rychlostní) |
| 61    | Peter Paks          | Muž     | 33  | Kanoistika (rychlostní) |
| 62    | Mário Ostrčil       | Muž     | 21  | Kanoistika (rychlostní) |
| 63    | Peter Nagy          | Muž     | 35  | Kanoistika (slalom)     |
| 64    | Rastislav Kužel     | Muž     | 25  | Kanoistika (rychlostní) |
| 65    | Ján Kubica          | Muž     | 27  | Kanoistika (rychlostní) |
| 66    | Slavomír Kňazovický | Muž     | 33  | Kanoistika (rychlostní) |
| 67    | Elena Kaliská       | Žena    | 28  | Kanoistika (slalom)     |
| 68    | Marcela Erbanová    | Žena    | 22  | Kanoistika (rychlostní) |
| 69    | Róbert Erban        | Muž     | 28  | Kanoistika (rychlostní) |
| 70    | Juraj Bača          | Muž     | 23  | Kanoistika (rychlostní) |
| 71    | Juraj Minčík        | Muž     | 23  | Kanoistika (slalom)     |
| 72    | Michal Martikán     | Muž     | 21  | Kanoistika (slalom)     |
| 73    | Peter Hochschorner  | Muž     | 21  | Kanoistika (slalom)     |
| 74    | Pavol Hochschorner  | Muž     | 21  | Kanoistika (slalom)     |
| 75    | Patrik Pollák       | Muž     | 28  | Jachting                |
| 76    | Ivana Walterová     | Žena    | 23  | Plavání                 |
| 77    | Miroslav Machovič   | Muž     | 24  | Plavání                 |
| 78    | Jana Korbasová      | Žena    | 26  | Plavání                 |
| 79    | Martina Moravcová   | Žena    | 24  | Plavání                 |
| 80    | Andrea Stranovská   | Žena    | 30  | Sportovní střelba       |
| 81    | Jozef Gönci         | Muž     | 26  | Sportovní střelba       |
| 82    | Ján Fabo            | Muž     | 37  | Sportovní střelba       |
| 83    | Lucia Allárová      | Žena    | 26  | Synchronizované plavání |
| 84    | Lívia Allárová      | Žena    | 26  | Synchronizované plavání |
| 85    | Henrieta Nagyová    | Žena    | 21  | Tenis                   |
| 86    | Karol Kučera        | Muž     | 26  | Tenis                   |
| 87    | Janette Husárová    | Žena    | 26  | Tenis                   |
| 88    | Dominik Hrbatý      | Muž     | 22  | Tenis                   |
| 89    | Karina Habšudová    | Žena    | 27  | Tenis                   |
| 90    | Ján Žiška           | Muž     | 29  | Veslování               |
| 91    | Juraj Zaťovič       | Muž     | 17  | Vodní pólo              |
| 92    | Peter Veszelits     | Muž     | 32  | Vodní pólo              |
| 93    | Peter Nižný         | Muž     | 23  | Vodní pólo              |
| 94    | Alexander Nagy      | Muž     | 26  | Vodní pólo              |
| 95    | Martin Mravík       | Muž     | 20  | Vodní pólo              |
| 96    | Róbert Káid         | Muž     | 31  | Vodní pólo              |
| 97    | Jozef Hrošík        | Muž     | 19  | Vodní pólo              |
| 98    | Gejza Gyurcsi       | Muž     | 23  | Vodní pólo              |
| 99    | Michal Gogola       | Muž     | 20  | Vodní pólo              |
| 100   | István Gergely      | Muž     | 24  | Vodní pólo              |
| 101   | Milan Cipov         | Muž     | 24  | Vodní pólo              |
| 102   | Sergej Charin       | Muž     | 36  | Vodní pólo              |
| 103   | Karol Baco          | Muž     | 22  | Vodní pólo              |
| 104   | Dagmar Daneková     | Žena    | 22  | Vzpírání                |
| 105   | Petr Pecha          | Muž     | 24  | Zápas                   |
| 106   | Radion Kertanti     | Muž     | 29  | Zápas                   |
| 107   | Štefan Fernyák      | Muž     | 27  | Zápas                   |
| 108   | Andrej Fašánek      | Muž     | 20  | Zápas                   |